# Мегура-Ілвей (комуна)
Мегура-Ілвей (рум. Măgura Ilvei) — комуна у повіті Бистриця-Несеуд в Румунії. До складу комуни входять такі села (дані про населення за 2002 рік):
- Аршица (442 особи)
- Мегура-Ілвей (1730 осіб) — адміністративний центр комуни

Комуна розташована на відстані 341 км на північ від Бухареста, 35 км на північний схід від Бистриці, 113 км на північний схід від Клуж-Напоки.

## Населення
За даними перепису населення 2002 року у комуні проживали 3815 осіб.
Національний склад населення комуни:
| Національність | Кількість осіб | Відсоток |
| -------------- | -------------- | -------- |
| румуни         | 3696           | 96,9%    |
| цигани         | 114            | 3,0%     |
| німці          | 3              | 0,1%     |
| угорці         | 2              | 0,1%     |

Рідною мовою назвали:
| Мова      | Кількість осіб | Відсоток |
| --------- | -------------- | -------- |
| румунська | 3812           | 99,9%    |
| угорська  | 2              | 0,1%     |
| циганська | 1              | < 0,1%   |

Склад населення комуни за віросповіданням:
| Релігія            | Кількість осіб | Відсоток |
| ------------------ | -------------- | -------- |
| православні        | 3536           | 92,7%    |
| п'ятдесятники      | 198            | 5,2%     |
| греко-католики     | 34             | 0,9%     |
| римо-католики      | 8              | 0,2%     |
| адвентисти         | 6              | 0,2%     |
| баптисти           | 5              | 0,1%     |
| реформати          | 4              | 0,1%     |
| не релігійні       | 2              | 0,1%     |
| не вказали релігію | 3              | 0,1%     |